# Chemin de fer militaire
Ne doit pas être confondu avec Train (armée française).
 (août 2017).
Les chemins de fer militaires sont une application des trains et voies ferrées au monde militaire. Ils peuvent prendre plusieurs formes, qui dépendent des besoins et des époques.
En raison de l'importance stratégique des voies de circulation que sont les voies ferrées, tant par leur capacité de transport que par leur tracé en site propre, les chemins de fer ont, dès leur création, fait l'objet d'une attention particulière de la part des forces armées. Les chemins de fer sont donc des agencements stratégiques et tactiques de la plus haute importance. Ils peuvent être utilisés par exemple pour concentrer en quelques heures, sur un point menacé ou important de la frontière, des divisions ou masses nécessaires à réfréner l'avance ennemie. Elles sont des lignes d’approvisionnement des bases d’opérations, et, quand c’est possible, de la partie de la ligne d’opérations située entre la base et l’armée.

## Historique

### Les débuts du chemin de fer militaire

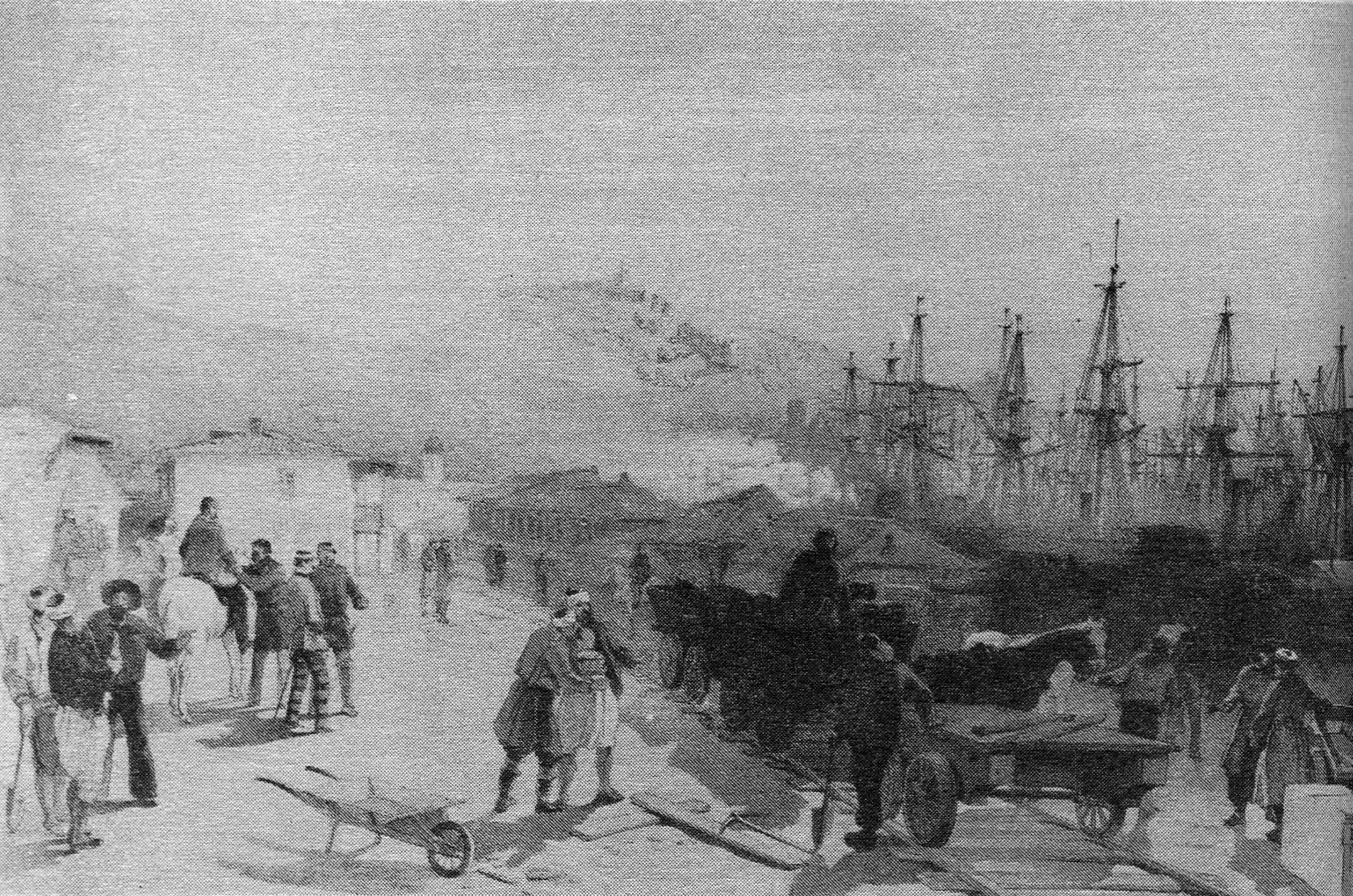
Chemin de fer britannique pendant le siège de Sébastopol (1854-1855)

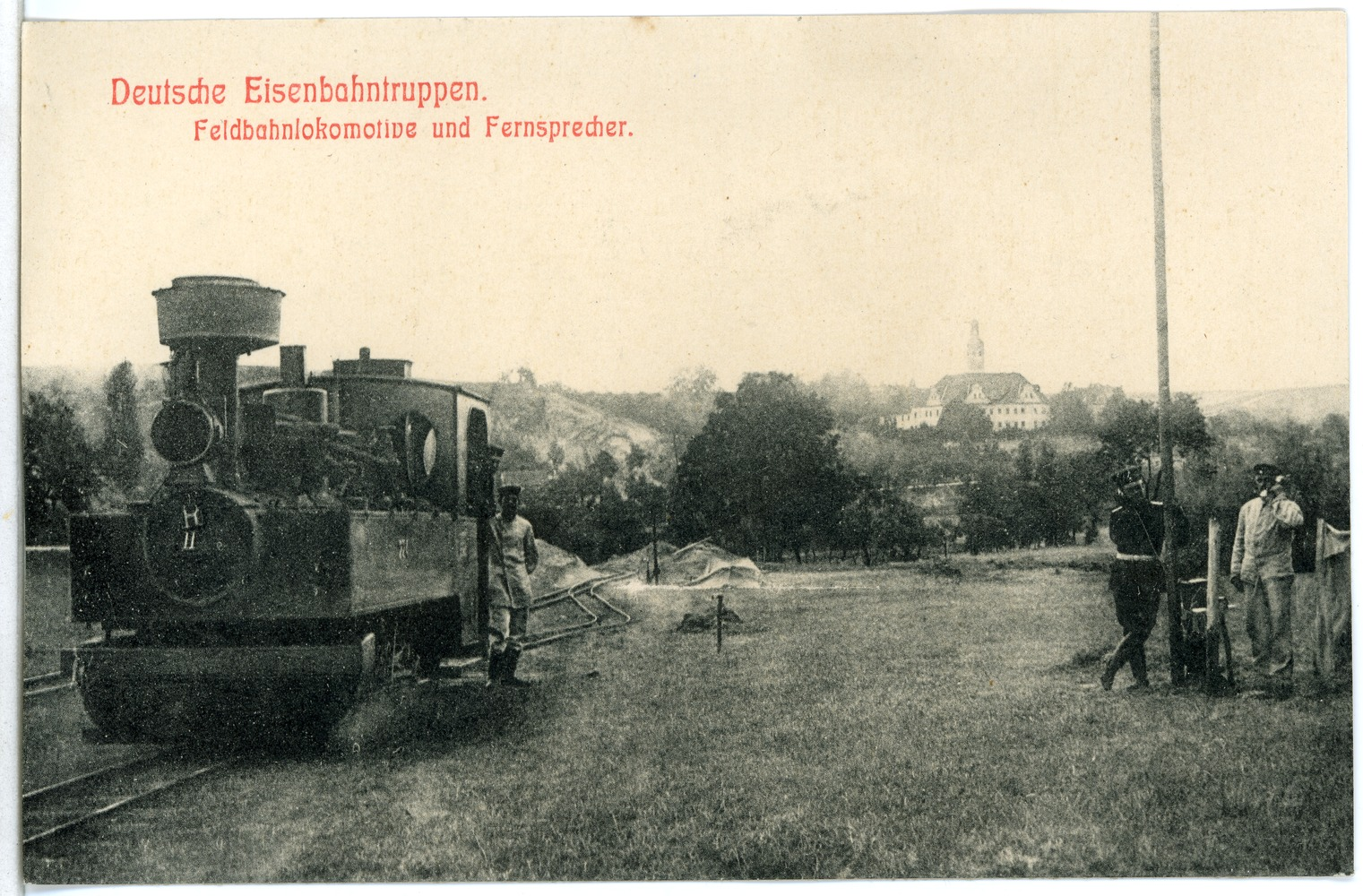
Compagnie ferroviaire et téléphone de campagne de l'armée allemande (1910)

#### Guerre de Sécession
Première guerre totale de l'ère moderne,, la Guerre de Sécession mit en lumière le rôle déterminant que l'économie de guerre et la technologie moderne seront appelées à jouer dans les conflits à venir - et plus particulièrement le chemin de fer dans les domaines de la logistique et du transport de troupes. Elle fut le premier conflit qui vit l'usage intensif du chemin de fer à des fins militaires, préfigurant le rôle clé qu'il sera appelé par la suite à jouer dans la Guerre franco-prussienne de 1870, la Guerre des Boers et surtout la Première Guerre mondiale.

### Les chemins de fer militaires avant 1914
- Révolte des Boxers

### Première Guerre mondiale

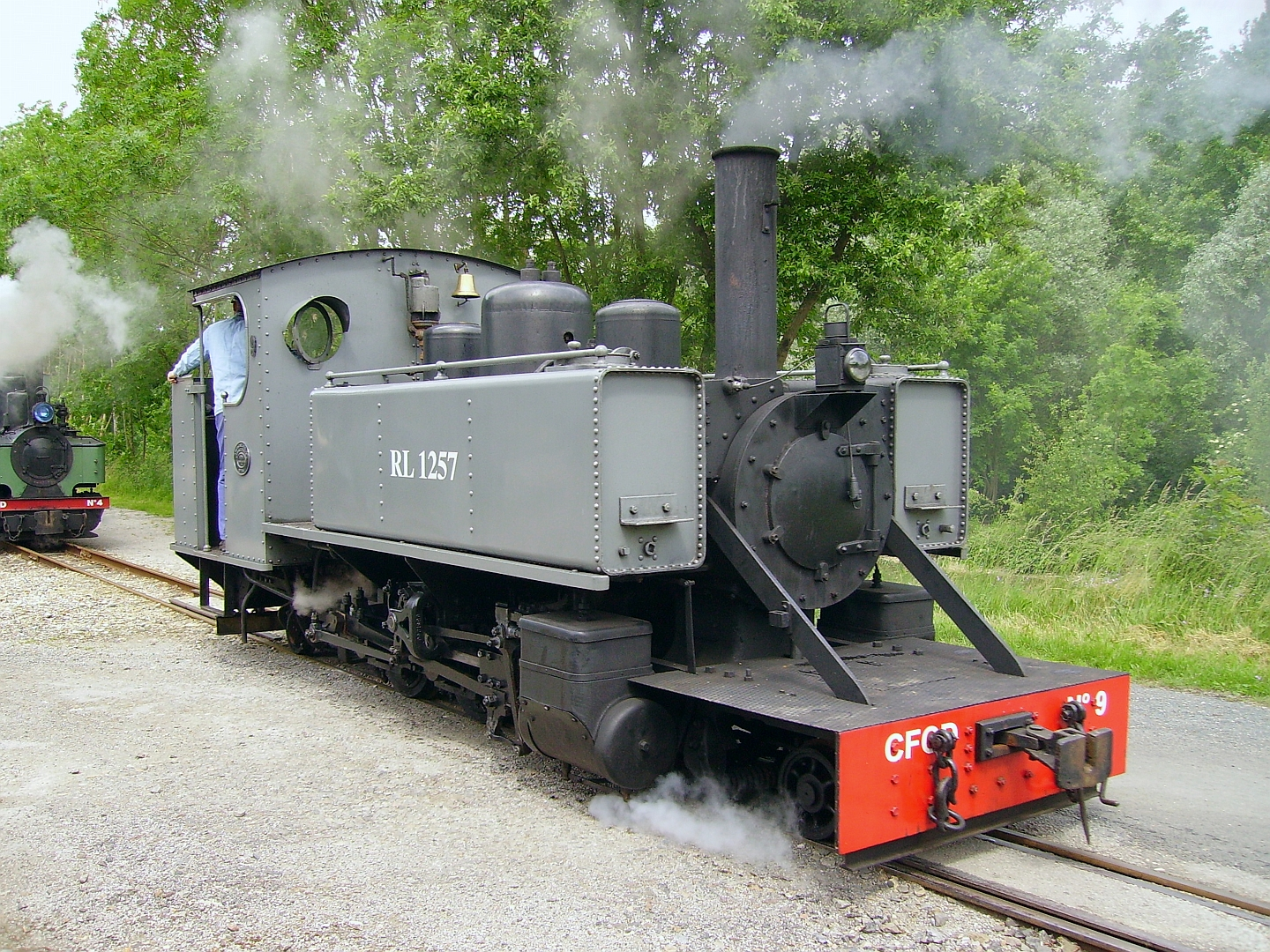
Une locomotive du British War Department Light Railways.

Durant le premier conflit mondial, côté français le chemin de fer se voit imposer par l'armée un trafic considérable. La voie de 60 jouera un rôle important pour acheminer au plus près des fronts les troupes ainsi que le matériel d'artillerie et ses munitions. Pendant cette période, l'extension maximale de la voie de 60 sera estimée à plus de  3 000 km.
Comme pour le matériel ferroviaire à voie normale, les corps expéditionnaires britannique et américain arriveront avec leur propre matériel ferroviaire à voie de 60, de construction anglaise et américaine.
Pour le parc traction à voie de 60, la firme Baldwin construisit 495 locomotives à vapeur du type 230 T et 131 T avec une vingtaine de 030 T type saddle tank, ainsi que 600 locotracteurs à moteur essence. Pour sa part Alco produisit 100 locomotives à vapeur du type 131 T.
La construction d’une partie du matériel Péchot (locomotives et wagons) fut également sous-traité à la Baldwin Locomotive Works aux États-Unis.

### Entre-deux-guerres
Le train a joué un rôle stratégique dans plusieurs « guerres ferroviaires » :
- Guerre civile russe
- Guerre sino-soviétique de 1929
- Guerre sino-japonaise.

## Les transports

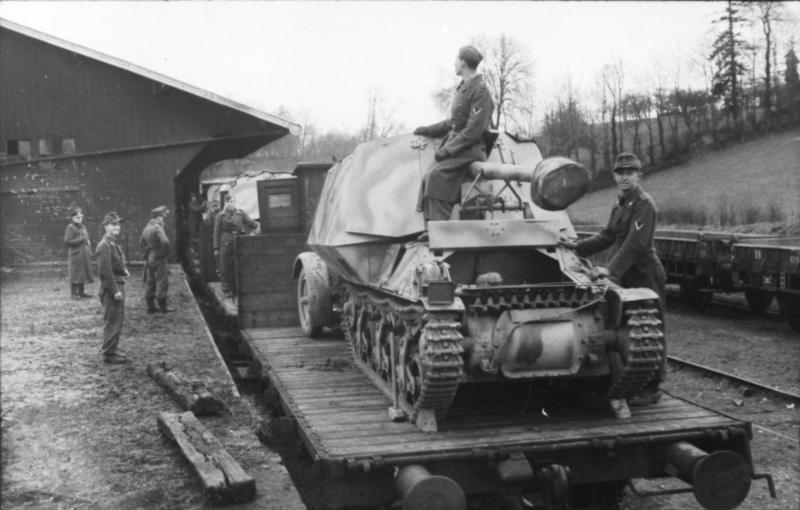
Train transportant des blindés

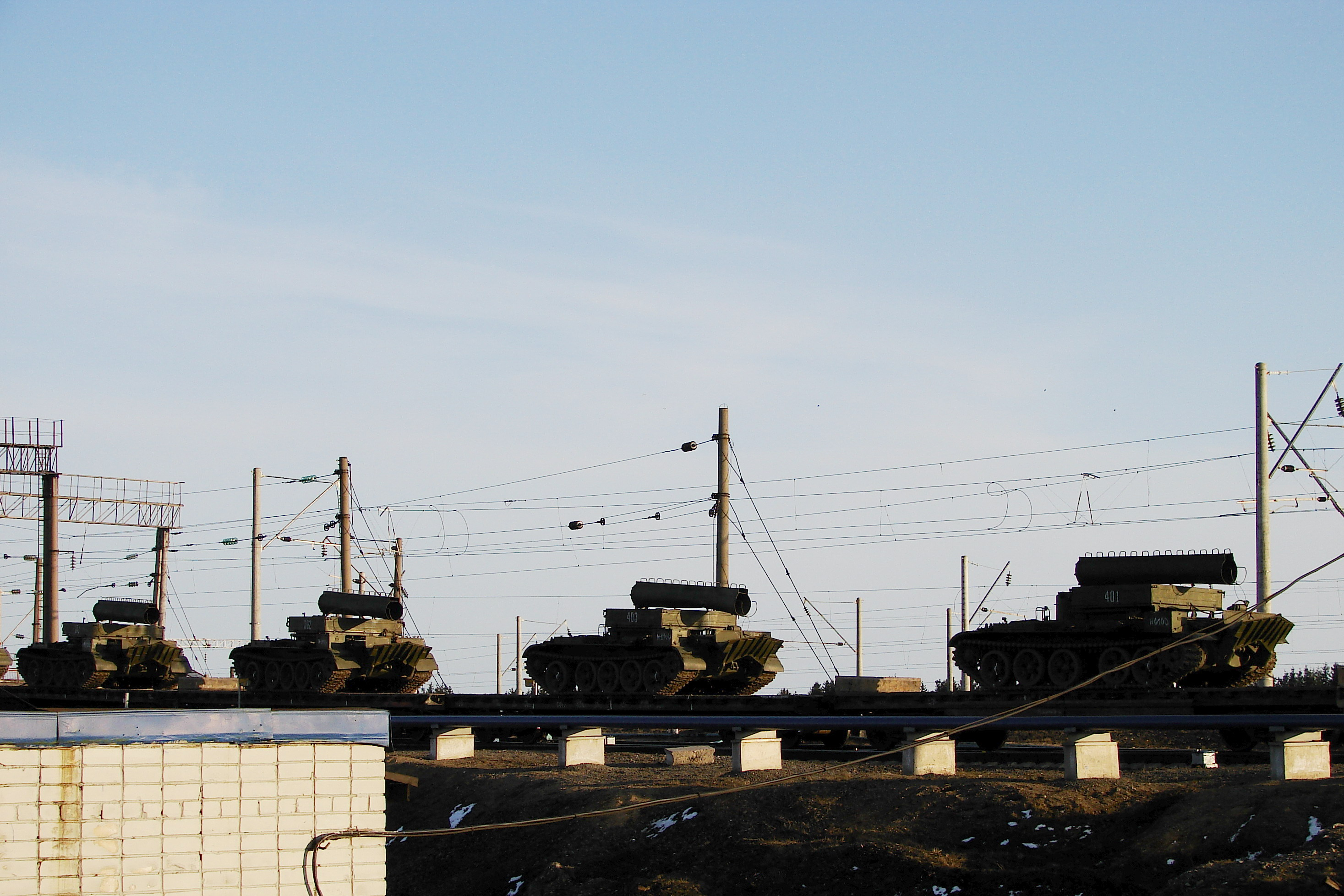
Transport de matériel militaire en Russie.

Le chemin de fer a été utilisé dans son application courante de moyen de transport dès les années 1850. Il sert au transport des troupes et du matériel sans adaptation particulière, bien qu'il existe des wagons adaptés aux transport de blindés, gérés par les régiments du train. Certaines gares[Où ?] sont équipées d'un « quai militaire », destiné à charger le matériel militaire sur les wagons. La gare de Metz construite en 1905 par les autorités allemandes comprenait des quais militaires en vue de l'offensive contre la France selon le plan Schlieffen.
En France, l'organisation des transports ferroviaires en temps de guerre était sous la responsabilité conjointe du ministère des Transports et du ministère de la Guerre qui mettait également ses moyens, dont le 5e régiment du génie, à la disposition du ministère des Transports. Ces dispositions mises en place sous le Second Empire tendaient à unifier les conditions de transports. En mai 1887, l’exploitation de la ligne Chartres - Orléans est confiée à un détachement permanent de sapeurs des chemins de fer pour parfaire l’instruction des cadres et sapeurs en matière d’exploitation de ligne et de traction.
Le chemin de fer représentait un moyen essentiel dans les plans de mobilisation de la défense nationale dans le cadre d'une armée de conscription. Le plan de mobilisation était, jusqu'en 1981, sous la responsabilité du ministre des Transports[réf. souhaitée].
En France, les trains de permissionnaires ramenaient les conscrits chez eux lors des permissions et assuraient le retour aux casernes à la fin de celles-ci. Dans la nuit du 12 au 13 décembre 1917, un train de permissionnaires venant du front italien déraille à Saint-Michel-de-Maurienne en Savoie, faisant entre 425 (bilan officiel) et 800 victimes selon les sources. Cette catastrophe ferroviaire fut l'une des plus grandes catastrophes ferroviaires de tous les temps,.

## Dans le monde

### Suisse
L'armée suisse peut réquisitionner des trains, et a possédé par le passé son propre matériel roulant (chemin de fer militaire), par exemple durant la Première Guerre mondiale.
Vraisemblablement, les premiers convois militaires en Suisse commencent à circuler en été 1849. En Suisse romande le premier transport de troupes par chemin de fer s'effectue le 4 juillet 1856. Il s'agit d'une école de recrues d'artillerie se déplaçant de Morges à Lausanne. Le convoi est composé de deux locomotives, d'une voiture pour les officiers, de 12 wagons plats pour les canonniers et le matériel, de 17 wagons couverts pour les chevaux et leurs accompagnants ainsi que de deux wagons-freins. Le 16 août 1856, le Département militaire adopte les premières « Prescriptions pour le transport des troupes par les chemins de fer suisses », élaborées par le haut-commissaire à la Guerre de la Confédération.
En 1870 est créé le premier état-major du Service militaire des chemins de fer (SMC). Rattaché à l’état-major général, il a pour mission la coordination des cinq compagnies ferroviaires privées de l’époque.
L'organisation militaire voit en 1874 la création de 8 groupes du génie, parmi lesquels sont rattachées les premières compagnies de chemin de fer, formées de cheminots et de personnel externe. Leur mission est de renforcer les entreprises ferroviaires civiles afin d'assurer l'entretien et l'exploitation de l'infrastructure ferroviaire.
Au passage à l'Armée 61, la mission du Service militaire des chemins de fer n'a que peu évolué, il s'agit dans un premier temps d'assurer les transports de mobilisation de l'armée et, dans un second temps, d’effectuer les transports de troupes et de matériel de l'armée. En temps de guerre, toutes les entreprises de transport publiques sur rail, sur route et sur l'eau voient leurs directions militarisées et centralisées.

Voiture douche avec wagon citerne des CFF (1917-1918)
Transport de matériel d'une unité d’artillerie (1914-1918)
Voiture passager d'un train sanitaire transformée en voiture couchettes (1914-1918).
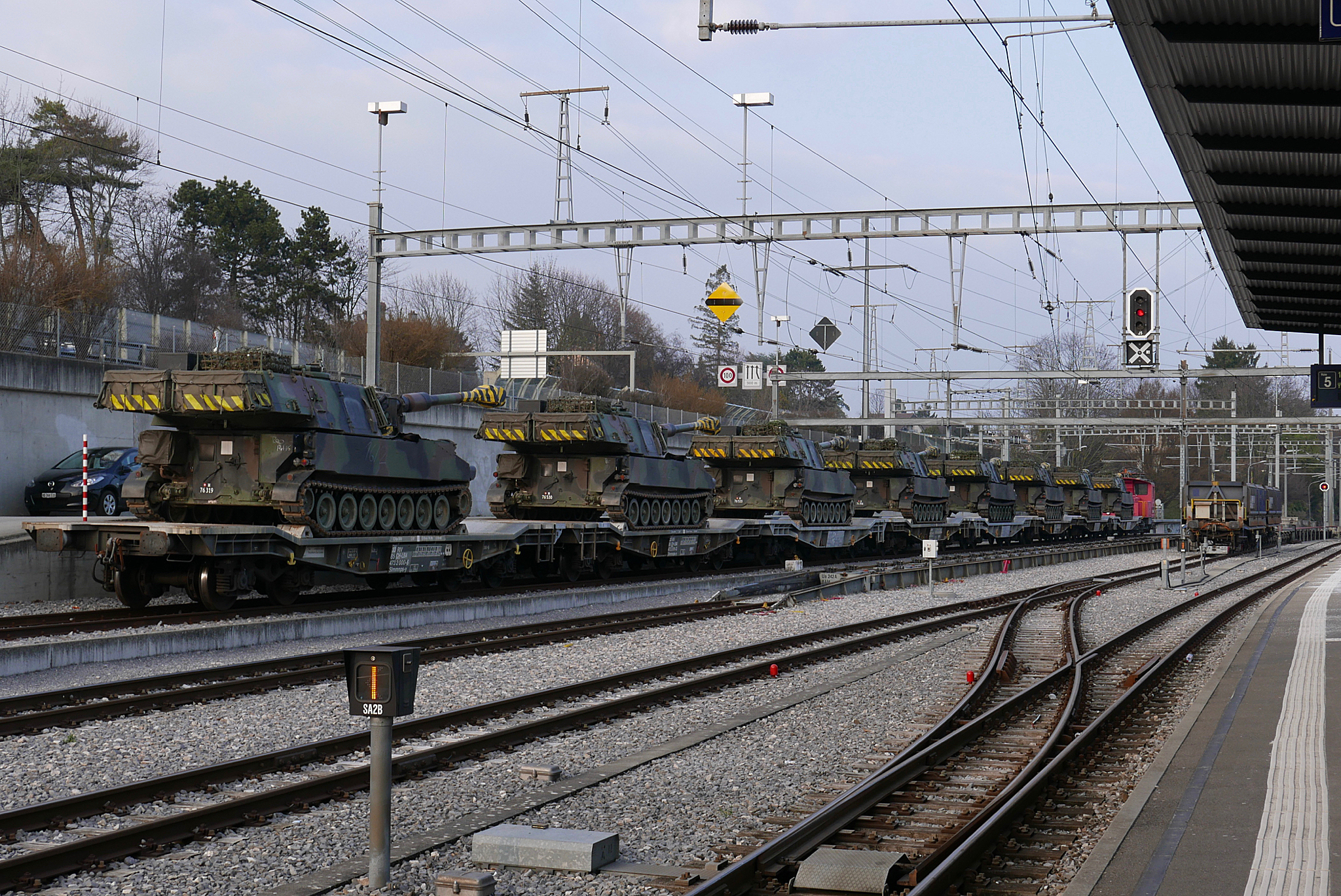
Transport d'obusiers blindés M109 Kawest à la gare de Morges en 2016.

### Espagne
L'Espagne utilise le locotracteur/locomotive de manœuvre Henschel DH 500 Ca, particulièrement pour la traction en convoi (transport) de char d'assaut sur wagon plat, ainsi qu'une voiture de chemin de fer 12100 comme véhicule de transport de troupes. Pour les longues distances, l'armée de terre utilise des locomotives du trafic marchandises de la Renfe.

## L'artillerie sur voie ferrée

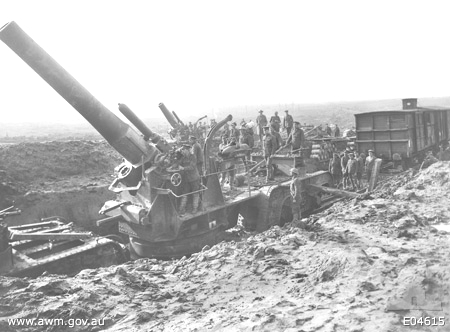
Un 12 inch Railway Howitzer Mk II en soutien des troupes australiennes dans le saillant d'Ypres en octobre 1917.

### Artillerie lourde
L'artillerie sur voie ferrée a été créée afin d'utiliser des canons de gros calibre à une époque où les solutions sur route ne permettent pas de transporter des masses importantes. Les canons sur rail permettaient de tirer des calibres importants. L'artillerie lourde sur voie ferrée a majoritairement été employée en 1914-1918 et 1939-1945.
Les premiers locotracteurs Diesel ont été mis au point pour cette application[réf. souhaitée], car produisant bien moins de fumée que les locomotives à vapeur et donc plus discret à l'approche du front. En France, les Compagnie des forges et aciéries de la marine et d'Homécourt à Saint-Chamond ont ainsi produit deux séries : des locomotives à deux bogies moteur, type BB, et des locotracteurs à deux essieux, tous deux basés sur le système Crochat.

## Les trains blindés
Les trains blindés sont conçus pour assurer des fonctions de commandement, soutien et protection sur des voies ferrées en zone de conflit. Armés le plus souvent, ils peuvent être incorporés aux trains classiques ou bien l'ensemble du train peut être lui-même blindé et devenir une arme à part entière, contrôlant la voie et ses alentours et assurant sa sécurité, ou se comportant comme une pièce d'artillerie mobile.
Certains trains blindés complets peuvent transporter des troupes et des blindés, destinés à combattre ou poursuivre les assaillants, ou des wagons transportant le matériel destiné à réparer un éventuel sabotage de la voie.

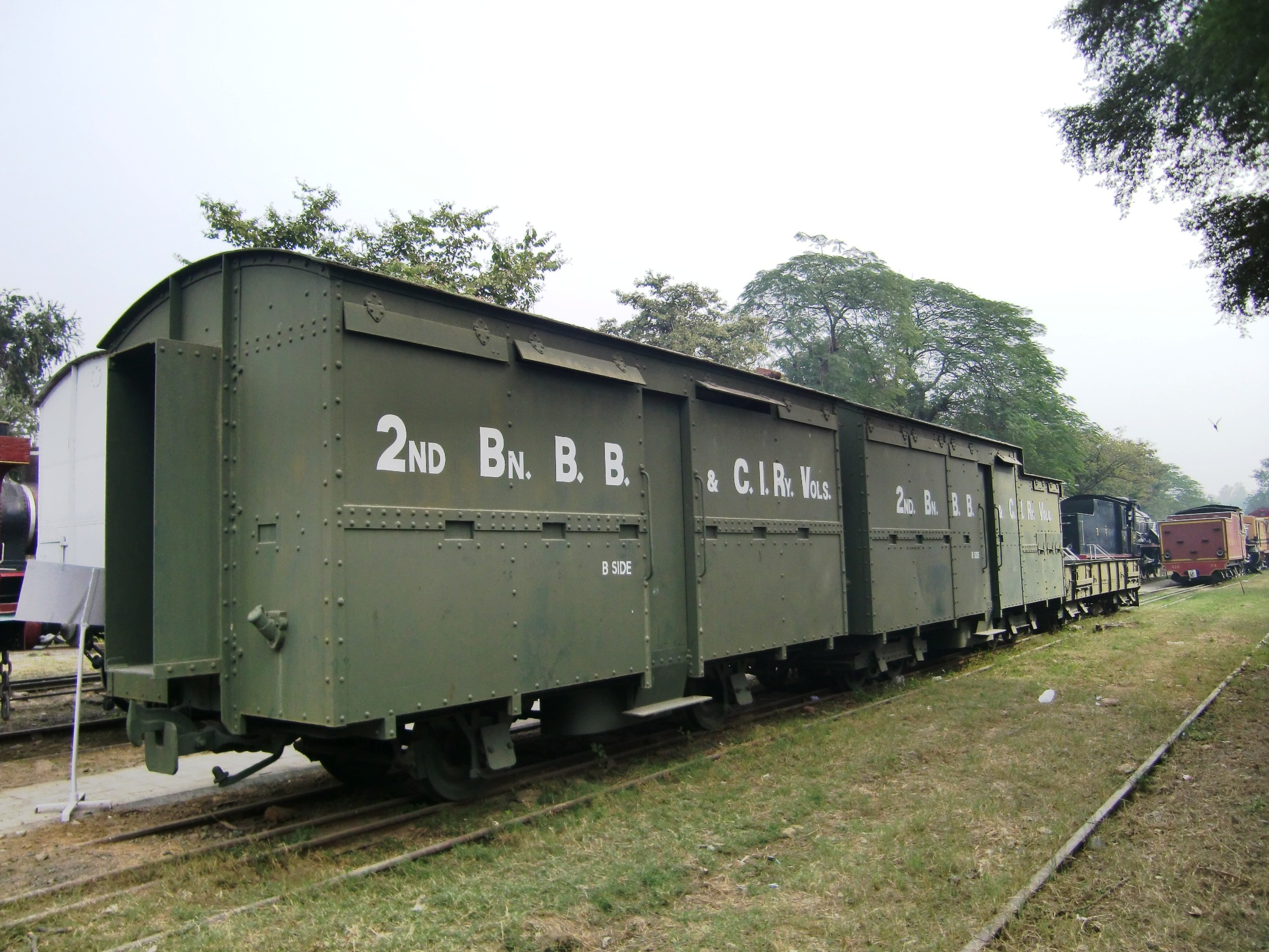
train blindé indien - 1890
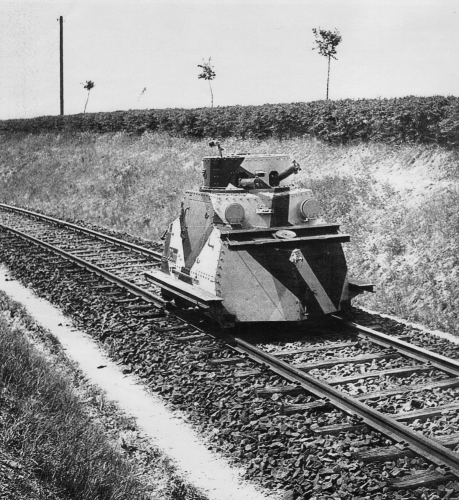
Draisine blindée tchèque
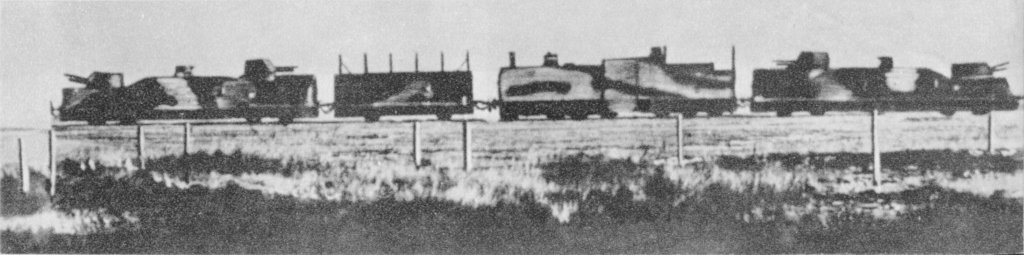
Train blindé polonais comportant deux wagons d'artillerie encadrant un wagon de transport blindé et une locomotive blindée.
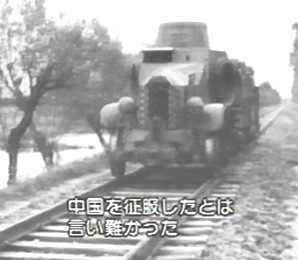
Autoblindée ferroviaire japonaise en Chine (1944)

## Chemins de fer de campagne

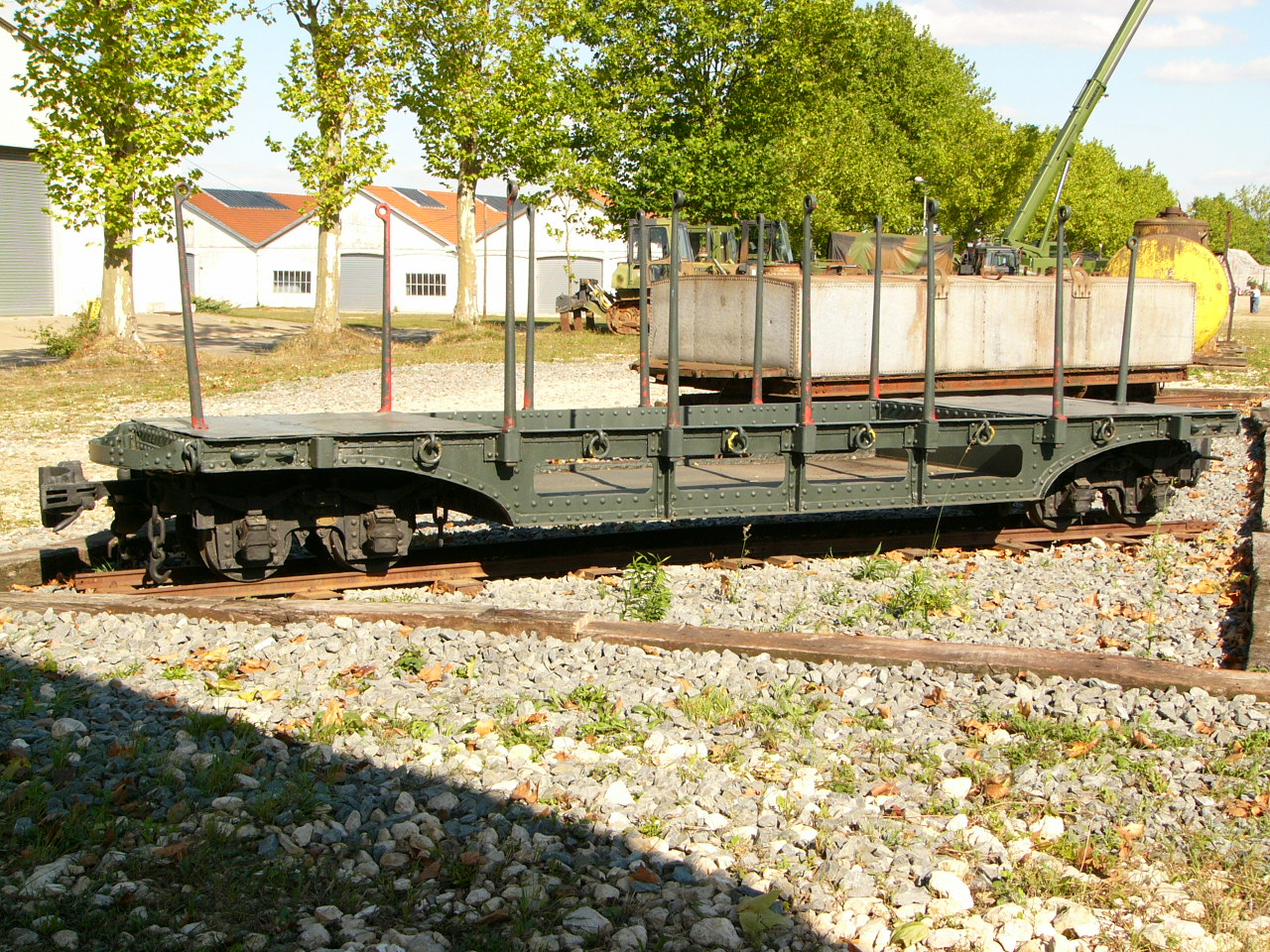
Wagon du système modulaire Péchot

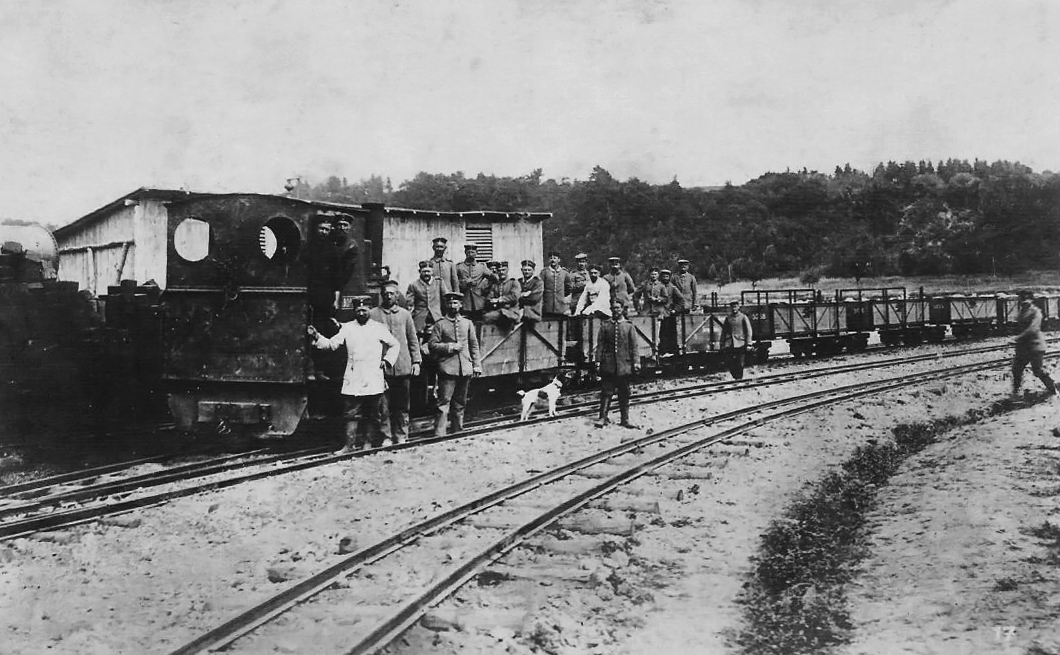
Chemin de fer militaire allemand à voie de 60 de l'Argonne, vers 1915

Étudiés en Europe à partir de 1870, les chemins de fer de campagne ont été conçus pour la logistique des armées en temps de guerre, aussi bien sur le terrain que dans les places fortes, à une époque où les camions n'existent pas encore.
Ces trains à voie étroite, entièrement modulaires, furent prévus pour porter du matériel, des passagers ou de l'armement ; certains portant même des canons sur voie ferrée (voir L'artillerie sur voie ferrée). La voie est découpée en coupons transportables et son installation peut se faire plus rapidement qu'une ligne classique, afin de réagir aux conséquences des actions d'une campagne militaire.

### En France
En France fut étudié le système Péchot à voie de 60 centimètres d'écartement. La ligne Maginot fut également équipée en voies de 60 à partir de sa construction en 1920, notamment grâce à des tracteurs électriques.

### Autres chemins de fer de campagne
Plusieurs systèmes similaires furent étudiés par l'armée allemande, à voie de 60, 70 et 75 centimètres d'écartement, et employés sur tous les fronts, et par les États-Unis, avec les wagons Pershing à voie de 60.

## Génie ferroviaire
Le génie militaire est parfois consacré au domaine ferroviaire. Il s'agit alors de remettre en état ou d'exploiter les capacités de transport d'une ligne de chemin de fer sur une zone de conflits ou en cas de catastrophe majeure. Le génie ferroviaire n'a rien à voir avec les régiments du train, qui désignent la logistique militaire.
En France, le génie ferroviaire dépendait principalement du 5e régiment du génie. Dissous le 10 juin 2010, ses missions ont été reprises par le 19e régiment du génie stationné à Besançon.

## Sources